# Остружња Доња
Остружња Доња је насељено мјесто у општини Станари, Република Српска, БиХ. Према попису становништва из 1991. у насељу је живјело 1.131 становника.

## Историја
Остружња је добила назив по стругари која је постојала у прошлости, а становништво се бавило обрадом и прерадом дрвета.
Први пут се помиње у 14. вијеку. У насељу се налази „Илешев гроб”, на коме се из генерације у генерацију обнавља крст који га означава. Према предању хајдук је отео дјевојку која није хтјела да се уда за њега, након чега их је стигао њен отац и на том мјесту убио отмичара.

## Географија
Остружња Доња удаљена је око 20 km од Добоја и налази се у близини Станара. Насеље окружују три ријеке: Остружња, Радња и Врањак, које чине природну границу са насељима: Остружња Горња, Радња Доња и Церовица. Смјештена је на обронцима Крњина. Насеље је разуђеног типа, а куће су разбацане по брежуљцима.

## Култура
У Остружњи Доњој се налази храм Српске православне цркве посвећен Усјековању главе Светог Јована Крститеља (Светом Јовану). Градња цркве је започета 1997. а трајала је око три године. Изграђена је добровољним прилозима и радом становника насеља. Освештана је 5. августа 2001. године. Прије изградње храма, становници су посјећивакли оближње цркве у Станарима и Церовици. Најчешћа слава коју прославња око двије трећине становништва је Свети Стефан. Слава Остружње Доње је Спасовдан (Вазнесење Господње).

## Образовање
У насељу постоји подручно одјељење Основне школе „Десанка Максимовић”. У школи предаје наставница Аница Коваћевић, која је извела три генерације ђака.

## Привреда
Већина становништва је радила у руднику Станари, што је утицало на смањену стопу расељавање становништа на овом подручју.

## Становништво
| Националност       | 1991. | 1981. | 1971. | 1961. |
| Срби               | 1.098 | 1.098 | 1.018 | 919   |
| Југословени        | 17    | 5     | 2     | 1     |
| Црногорци          |       | 3     |       | 1     |
| Хрвати             | 3     | 2     | 2     | 2     |
| Муслимани          | 2     | 1     | 1     |       |
| остали и непознато | 11    | 10    | 1     | 1     |
| Укупно             | 1.131 | 1.120 | 1.024 | 924   |

| Демографија | Демографија | Демографија |
| Година      | Становника  | Становника  |
| ----------- | ----------- | ----------- |
| 1961.       | 924         |             |
| 1971.       | 1.024       |             |
| 1981.       | 1.120       |             |
| 1991.       | 1.131       |             |

## Знамените личности
- Светлана Китић, рукометашица репрезентације Југославије